# Mitsubishi Space Runner
La Mitsubishi Space Runner è un'automobile di tipo monovolume prodotta dalla casa automobilistica giapponese Mitsubishi Motors Corporation in due generazioni, la prima a partire dal 1991 all'estate del 1999 e la seconda a partire dal novembre del 1997 alla metà del 2002. Sul mercato giapponese ed asiatico venne venduta come Mitsubishi RVR.

## Prima generazione (1991-1999)
La Space Runner era essenzialmente una versione accorciata della Mitsubishi Space Wagon di seconda generazione (commercializzato in alcuni mercati come Chariot) con carrozzeria più compatta e il suo design era influenzato da quest’ultima; era disponibile con abitacolo a cinque posti su due file di sedili (a differenza della Space Wagon che era disponibile a sette posti su tre file) e una caratteristica era il corpo della carrozzeria a tre porte con due portiere anteriori e una sola posteriore di tipo scorrevole dal lato passeggeri (oltre al portellone del bagagliaio). L’assenza della quarta portiera rendeva più difficoltosa l’accessibilità posteriore anche perché il sedile del guidatore non era reclinabile, inoltre sui modelli con guida a sinistra lo sportello di accesso del carburante era presente sullo stesso lato e un meccanismo di blocco della portiera posteriore ne impediva l’apertura se quest’ultima era aperta. La casa adottò questa soluzione perché rendeva la scocca più rigida in caso di impatto a differenza delle tradizionali vetture a quattro porte. 
L’abitacolo era a cinque posti o quattro posti con il divano posteriore scorrevole optional sdoppiato 50:50. Una caratteristica era che il divano posteriore poteva reclinarsi completamente nel telaio in modo da avere un vano di carico piatto.  
La vettura debutta in Giappone nel febbraio del 1991, sul mercato locale ed asiatico viene ribattezzata Mitsubishi RVR (con il logo stilizzato in ЯVR con la Я cirillica) mentre sul mercato europeo viene presentata al salone di Francoforte nel settembre dello stesso anno e adottata la denominazione Space Runner. La produzione avvenne nello stabilimento Mitsubishi di Nagoya, Okazaki.
La gamma motori al debutto era composta dai quattro cilindri alimentati a benzina 1.8 4G93 16 valvole erogante 122 cavalli e il 2.0 4G63 16 valvole con doppio albero a camme erogante 140 cavalli abbinati alla trazione anteriore o integrale con differenziale a slittamento limitato e al cambio manuale a 5 rapporti o automatico a 4 rapporti. 

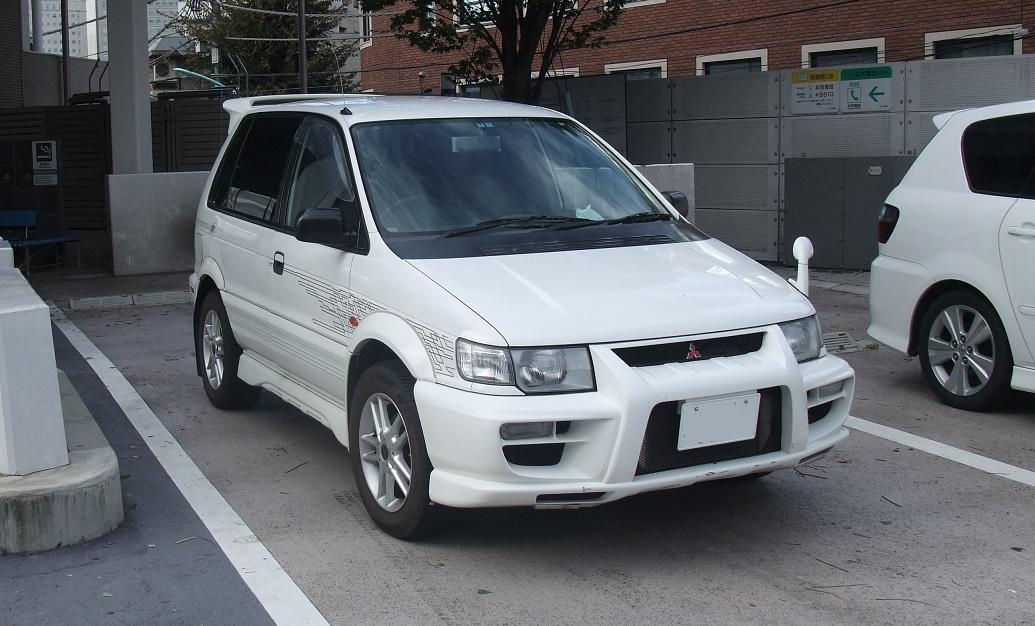
La versione sportiva Hyper Sport Gear (1997) con il motore 2.0 turbo da 250 CV

In Giappone ne venne sviluppata anche una versione targa con la parte del tetto anteriore retraibile elettricamente: la vettura era quasi una cabrio in quanto la sezione del tetto che va dal parabrezza ai montanti B (proprio sopra la testa dei due posti anteriori) rientrava nell'abitacolo. Tale versione, denominata “Open Gear”, venne posta in vendita nell'agosto del 1993 solo per il mercato giapponese e aveva due porte (mancava la porta scorrevole posteriore) e l’abitacolo era a 4 posti con i sedili anteriori reclinabili. Il motore disponibile era il 2.0 benzina 4G63 aspirato 16 valvole erogante 160 cavalli (20 in più delle versioni tradizionali) abbinato alla trazione anteriore o integrale e al cambio manuale o automatico.
Nel fine del 1994 debutta un leggero facelift sul mercato giapponese e vengono introdotti i modelli equipaggiati con il motore 2,0 litri 4G63T con doppio albero a camme, turbo ed intercooler (lo stesso della Lancer Evolution) erogante 230 cavalli abbinato alle versioni sportive X3, Super Sport Gear e Super Open Gear, con cambio manuale 5 rapporti oppure automatico Invecs a 4 rapporti con modalità sportiva che permetteva di selezionare le marce manualmente. L’anno successivo con l’entrata con vigore in Giappone delle nuove norme sulle emissioni la potenza venne ridotta a 220 cavalli. 
Nell'aprile del 1996 debutta in Europa la versione con il motore 2.0 turbo diesel quattro cilindri 4D68 erogante 82 cavalli a 4500 giri/min e una coppia di 172 Nm a 2500 giri/min. Tale modello era disponibile solo con cambio manuale a 5 rapporti e trazione anteriore. 
Nel settembre del 1996 al salone di Parigi viene presentato il restyling che porta al debutto un frontale leggermente rinnovato con una nuova mascherina, nuovi paraurti, nuovi fanali di dimensioni maggiori a sfondo bianco e vengono aggiornati gli interni.
Nel 1997 in Giappone debutta la serie finale con il modello top di gamma denominato Hyper Sport Gear con il motore 2.0 turbo benzina portato a 250 cavalli e 308.9 Nm di coppia massima a 3000 giri al minuto abbinato alla trasmissione automatica-sequenziale Invecs 4 rapporti oppure manuale a 5 rapporti e trazione solo integrale con differenziale a slittamento limitato. La Hyper inoltre aveva un pacchetto estetico specifico con appendici aerodinamiche anteriori e posteriori, minigonne laterali e paraurti specifici con un design del frontale inedito, il peso dichiarato era pari a 1495 kg. Questa versione è stata soprannominata la Lancer RV Evo III (dove RV indica Recreation Vehicle) o Lancer Evo III SUV in quanto lo stesso motore viene montato anche sulla Lancer Evolution III. 
Alla fine del 1997 le vendite in Giappone terminano in quanto viene presentata la seconda generazione mentre continuerà ad essere prodotta per l’esportazione sul mercato europeo dove resterà in vendita fino al 1999.

### Modelli nordamericani
In Nord America la Space Runner di prima generazione è stata commercializzata dal 1992 al 1996 sia dalla Mitsubishi che dal gruppo Chrysler per mezzo di un accordo di badge engineering tra i due costruttori; il modello americano possedeva paraurti differenti di dimensioni maggiori oltre a modifiche alla scocca frontale per essere omologato secondo le normative di sicurezza americane, inoltre il motore era il 2,4 litri 4G64 aspirato a benzina erogante 138 cavalli. La Mitsubishi la vendeva ribattezzata Expo RV (la denominazione Expo era già utilizzata dalla sorella maggiore Space Wagon negli Stati Uniti), il gruppo Chrysler la commercializzava come Dodge/Plymouth Colt Vista Wagon e Eagle Summit Wagon e venivano pubblicizzate come le varianti station wagon delle Dodge/Plymouth Colt e Eagle Summit (le versioni rimarchiate della Mitsubishi Colt).
Le vetture vennero commercializzate in numerosi allestimenti sia a trazione anteriore che integrale con cambio automatico a 4 rapporti, tuttavia riscontrano scasso successo tra il pubblico e vennero tolte dai listini nordamericani all'inizio del 1996 senza nessuna erede.

## Seconda generazione (1997-2002)

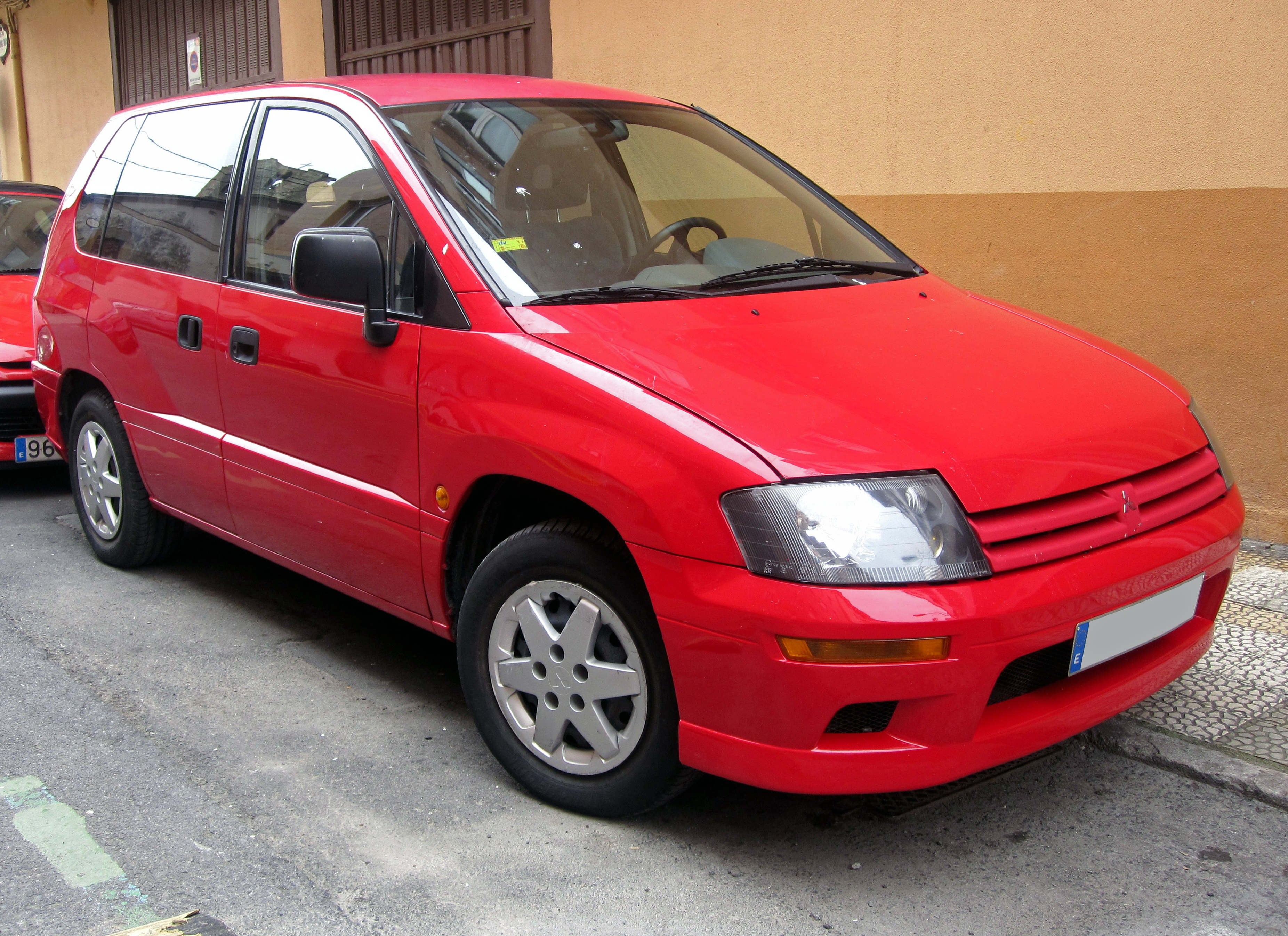
Seconda serie del Mitsubishi Space Runner

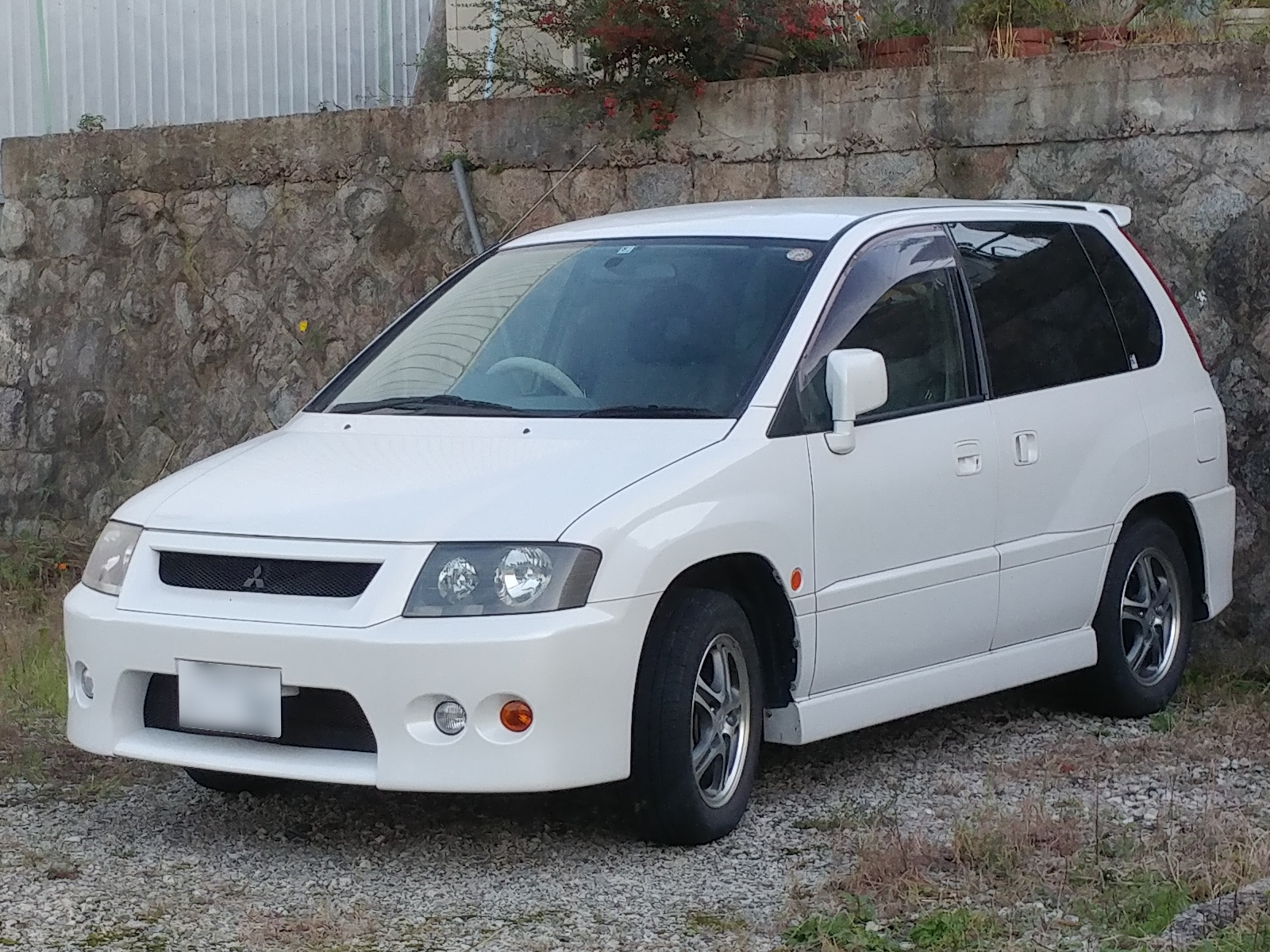
La Mitsubishi RVR seconda serie (Giappone) nella variante sportiva Aero

La seconda generazione è stata presentata nel novembre del 1997 al Salone dell’automobile di Tokyo e viene introdotta sul mercato domestico il mese successivo. A differenza della prima serie, rimasta in produzione, la nuova versione sarà venduta solo in Asia, Europa e Sud America e continuerà ad utilizzare la doppia denominazione (RVR nei mercati asiatici e Space Runner in quelli europei).
Totalmente nuova la vettura non è più derivata dalla Space Wagon ma è un progetto specifico e presenta una carrozzeria di tipo monovolume molto più moderna con forme arrotondate ma conserva la sola portiera posteriore scorrevole dal lato passeggeri. In Giappone continuerà ad essere disponibile anche la versione Sport Gear stile Sport Utility a trazione integrale con assetto rialzato, ruota di scorta esterna sul portellone posteriore e paraurti specifici con scudo paracolpi anteriore e posteriore. Oltre al modello standard e alla Sport Gear era prevista anche la versione con caratterizzazione sportiva sia estetica che meccanica. Il modello targa Open Gear non sarà riproposto.
La gamma motori si compone dei nuovi propulsori 1.8, 2.0 e 2.4 quattro cilindri che sfruttano l’iniezione diretta di benzina GDI e la tecnologia di fasatura variabile Mivec mentre la variante turbodiesel non sarà più offerta. Il modello rialzato a trazione integrale venne denominato RVR Sports Gear e veniva offerto in Giappone abbinato al motore 2.4 GDI 4G64 a iniezione diretta da 150 cavalli con cambio manuale a 5 rapporti o automatico a 4 rapporti oppure nella variante sportiva Sports Gear X3 con il 2.0 litri turbo 4G63T con iniezione multipoint erogante 250 cavalli e 343.2 Nm di coppia massima a 2500 giri/min abbinato al cambio manuale o all'automatico a 4 rapporti Invecs II con modalità sequenziale. 
Sul mercato europeo sarà proposta dalla fine del 1999 nelle versioni equipaggiate con i motori GDI Mivec a benzina 2,0 litri da 136 cavalli con trazione anteriore e cambio manuale a cinque rapporti oppure la top di gamma 2,4 litri erogante 150 cavalli con trazione anteriore o integrale e cambio manuale a 5 rapporti o automatico a 4 rapporti.
Nel 2000 debutta in Giappone la seconda portiera scorrevole posteriore disponibile come optional solo sui modelli top di gamma. Tale versione non sarà disponibile in Europa.

## Riutilizzo del nomeRVR
Il nome Mitsubishi RVR è stato riutilizzato nei mercati asiatici per commercializzare la Mitsubishi ASX.